# Canyon de Nazaré

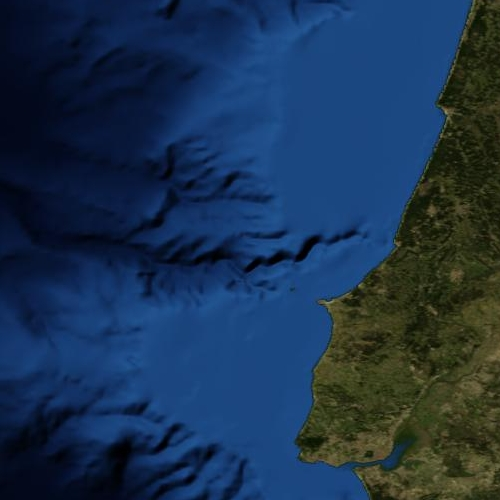
Le canyon de Nazaré, photographié en 2004 par la NASA.

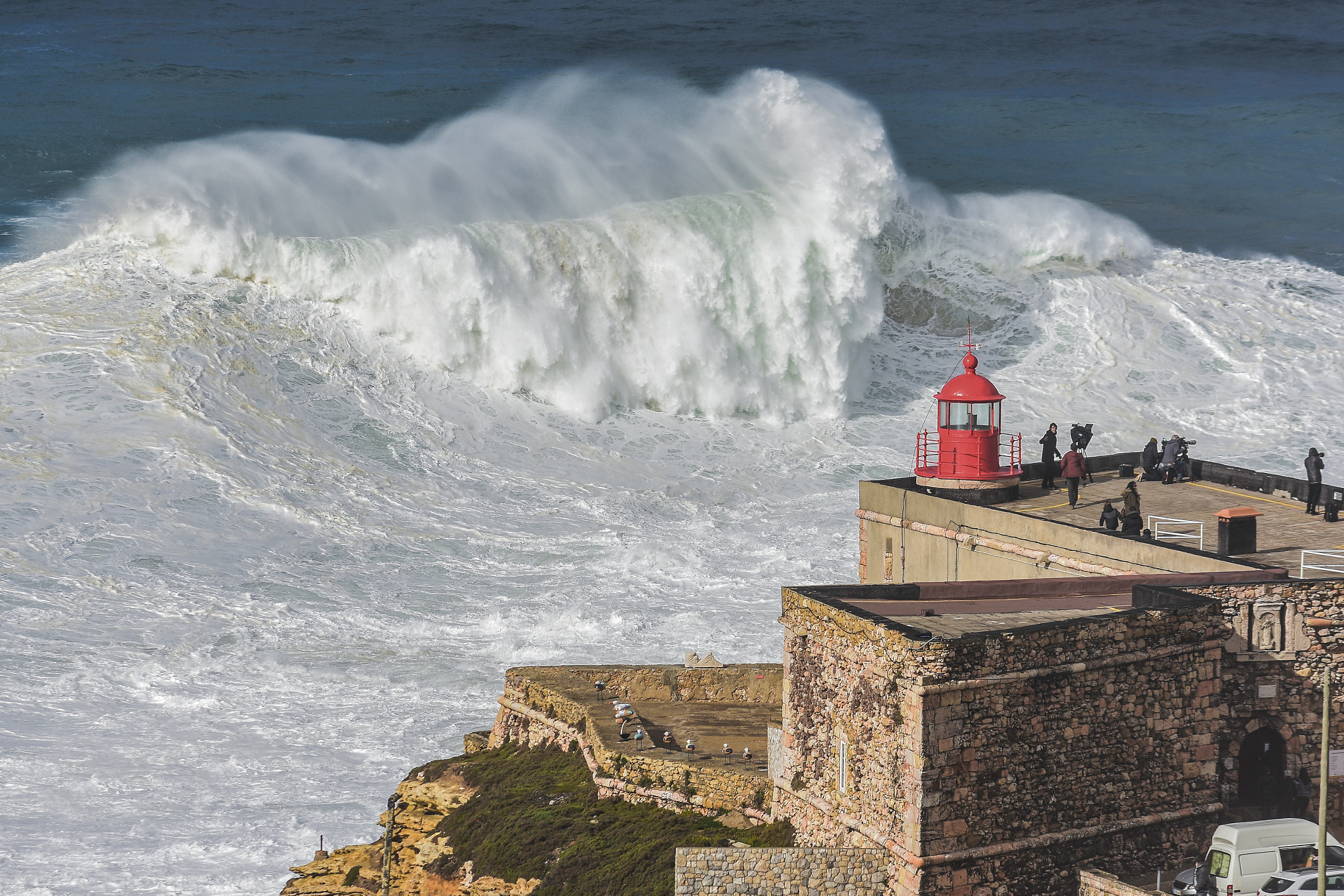
Une vague à Nazaré

Le canyon de Nazaré est un canyon sous-marin au large de la côte de Nazaré, au Portugal, à l'Est de l'océan atlantique. Il atteint une longueur d'une centaine de kilomètres, sur une profondeur qui peut atteindre 5 000 mètres, pour se réduire à 50 mètres en arrivant devant Nazaré.
Le canyon a été étudié dans le cadre du projet européen HERMES en utilisant un robot sous-marin. Le projet vise à étudier les écosystèmes spécifiques du canyon, le déplacement et le dépôt des sédiments, et la façon dont le canyon influence et est influencé par la circulation de l'océan dans la zone.
Le canyon de Nazaré a été étudié par le chercheur portugais João Vitorino de l'Institut hydrographique de la Marine du Portugal. Il a contribué à expliquer le phénomène de vague géantes au pied du fort de Nazaré, sur la plage nord (Praia do Norte).
La présence de ce canyon canalise la houle du large, qui déferle alors brutalement en arrivant sur le rivage de Nazaré, avec des vagues pouvant atteindre la hauteur exceptionnelle de 30 m de haut. À Nazaré a été recensée la plus haute vague jamais surfée : une vague de 26,2 m par l'Allemand Sebastian Steudtner en 2020,.
L'océanographe João Vitorino explique dans une conférence que la houle se divise d'une part en une partie qui est ralentie par les hauts fonds tandis que l'autre partie continue sa course le long du canyon. Arrivée au bord nord du Canyon, cette partie de la houle rapide arrive sur une pente de remontée relativement forte (un effet de marche) et vient rejoindre la partie de houle qui avait été ralentie. L'effet cumulé de ces deux phénomènes provoque ces hauteurs de vagues exceptionnelles.